# Ismaïl ibn Lulu
Al-Màlik as-Sàlih Ismaïl ibn Lulu (àrab: الملك الصالح إسماعيل بن لؤلؤ, al-Malik aṣ-Ṣāliḥ Ismāʿīl ibn Luʾluʾ) fou un efímer atabeg de Mossul de la dinastia lúlida (1259-1262). Era fill de Lulu Badr-ad-Din i quan el seu pare es va sotmetre als mongols, Ismail fou enviat a la cort del gran kan a Karakorum per retre-li homenatge. A la mort de Lulu, vers el 1259, as-Sàlih Ismaïl el va succeir, però es va posicionar contra els mongols, als que va combatre aliat als mamelucs egipcis de Bàybars I. Ismaïl va resultar mort en la lluita, juntament amb el seu jove fill, quan els mongols van ocupar i saquejar Mossul. Els seus germans van renunciar a la successió i van fugir a Egipte, posant fi a la dinastia lúlida.